# نعيمة (منبج)
نعيمة قرية سوريّة تتبع إداريّاً لمحافظة حلب منطقة منبج ناحية أبو قلقل، بلغ تعداد سكانها 1,248 نسمة حسب التعداد السكاني لعام 2004.